# Dust Bowl (album)
Dust Bowl – dziewiąty album studyjny amerykańskiego gitarzysty blues-rockowego Joego Bonamassy. Wydawnictwo ukazało się 22 marca 2011 roku nakładem wytwórni muzycznej J&R Adventures. Nagrania dotarły do 37. miejsca zestawienia Billboard 200 w Stanach Zjednoczonych sprzedając się w nakładzie, ponad 14 tys. egzemplarzy.

## Lista utworów
Opracowano na podstawie materiału źródłowego.
| Nr  | Tytuł utworu                               | Autorzy                        | Długość |
| --- | ------------------------------------------ | ------------------------------ | ------- |
| 1.  | „Slow Train”                               | Joe Bonamassa, Kevin Shirley   | 6:49    |
| 2.  | „Dust Bowl”                                | Bonamassa                      | 4:33    |
| 3.  | „Tennessee Plates” (gościnnie: John Hiatt) | John Hiatt, John Porter        | 4:18    |
| 4.  | „The Meaning of the Blues”                 | Bobby Troup, Leah Worth        | 5:44    |
| 5.  | „Black Lung Heartache”                     | Bonamassa                      | 4:14    |
| 6.  | „You Better Watch Yourself”                | Bonamassa, Walter Jacobs       | 3:30    |
| 7.  | „The Last Matador of Bayonne”              | Bonamassa                      | 5:23    |
| 8.  | „Heartbreaker” (gościnnie: Glenn Hughes)   | Paul Rodgers                   | 5:49    |
| 9.  | „No Love on the Street”                    | Tim Curry, Michael Kamen       | 6:32    |
| 10. | „The Whale That Swallowed Jonah”           | Bonamassa                      | 4:46    |
| 11. | „Sweet Rowena” (gościnnie: Vince Gill)     | Vince Gill, Pete Wasner        | 4:34    |
| 12. | „Prisoner”                                 | John Desautels, Karen Lawrence | 6:48    |
|     |                                            |                                | 1:03:00 |